# Сіверщина (газета)
«Сіверщина» — всеукраїнська тижнева газета, що виходила у Чернігові. 
Зареєстрована 7 грудня 1992 року. Засновник газети — правління чернігівського обласного об'єднання Всеукраїнського товариства «Просвіта» імені Тараса Шевченка
Історія видання
Газета «Сіверщина» заснована з ініціативи Петра Антоненка і Василя Чепурного у 1992 році. Перші номери виходили під назвою «За Україну» під егідою обласних структур Народного Руху та «Просвіти».
Перші номери виходили нерегулярно, на пожертви активістів, згодом газета перейшла на регулярний вихід та стала передплатною.
Понад 20 років була провідною, а часто – єдиною опозиційною до влади Кучми - Януковича газетою. Видання витримало понад 20 судових процесів, частина з яких завершувалася у вищих судових інстанціях. Зрештою, «Сіверщина» стала символом і прапором всіх державницьких проукраїнських сил Чернігово – Сіверщини .
 Після приходу до складу видавців команди підприємців Віктора Лазаря та Сергія Аверченка газета навесні 2014 року припинила вихід .
 Відновлена зусиллями голови обласної «Просвіти», учасника бойових дій на сході України Олександра Шевченка. Виходить щотижня. Передплата – по всій Україні. Зараз не виходить.
Редактори: Василь Чепурний (двічі), Петро Антоненко, Олександр Сопронюк, Олександр Шевченко. Журналісти: Олександр Ясенчук, Інеса Фтомова, Сергій Кордик.
Газета здійснила випуск ряду книг, зокрема, збірки історико-краєзнавчих досліджень «Сіверщина інкогніта», мандрівних нотаток Олександра Волощука
Відзнаки
«Сіверщина» нагороджена орденом святого рівноапостольного князя Володимира ІІ ступеня УПЦ Київського патріархату
Адреса засновника: Україна, 14000, м. Чернігів, вул. Хлібопекарська, 10.
Газета зареєстрована в Міністерстві інформації України. Реєстраційне свідоцтво КВ № 3125 від 18 березня 1998 року.
Передплатний індекс — 33580.